# Académie Nationale de Médecine
La Académie Nationale de Médecine (Academia Nacional de Medicina) fue creada en 1820  por el rey Luis XVIII a instancias del barón Antoine Portal. En sus inicios, la institución era conocida como Académie royale de médecine (o Real Academia de Medicina). Esta academia fue dotada del estatus legal de dos instituciones que la precedieron: la Académie royale de chirurgie (o Real Academia de Cirugía), que fue creada en 1731 y la Société royale de médecine (o Real Sociedad de Medicina), que fue creado en 1776.

## Historia
Fundada en 1820, publica desde 1836 el Bulletin de l'Académie nationale de médecine. Su biblioteca reunió los fondos de instituciones previas como la Académie royale de chirurgie, la Société royale de médecine, la Société de l’École de médecine y el Comité central de la vaccine.